# Nevio De Zordo
Nevio De Zordo (ur. 11 marca 1943 w Cibiana di Cadore, zm. 26 marca 2014 w Kolonii) – włoski bobsleista, srebrny medalista igrzysk olimpijskich i czterokrotny medalista mistrzostw świata.

## Kariera
Pierwszy sukces w karierze osiągnął Nevio De Zordo w 1965 roku, kiedy wspólnie z Italo De Lorenzo, Pietro Lesaną i Robertem Mocellinim wywalczył srebrny medal w czwórkach podczas mistrzostw świata w St. Moritz. Następnie zdobył dwa medale w dwójkach: srebrny na mistrzostwach świata w Alpe d’Huez w 1967 roku (w parze z Edoardo De Martinem Pinterem) i złoty na mistrzostwach świata w Lake Placid w 1969 roku (razem z Adriano Frassinellim). Kolejny medal wywalczył podczas mistrzostw świata w Lake Placid w 1970 roku, gdzie reprezentacja Włoch w składzie: Nevio De Zordo, Roberto Zandonella, Mario Armano i Luciano De Paolis zwyciężyła w czwórkach. Ostatni sukces osiągnął na igrzyskach olimpijskich w Sapporo w 1972 roku, gdzie razem z Giannim Bonichonem, Adriano Frassinellim i Corrado Dal Fabbro zdobył srebrny medal w tej samej konkurencji. Startował także na igrzyskach w Innsbrucku cztery lata później, jednak zajmował miejsca poza czołową dziesiątką.